# 루이자 라니에리

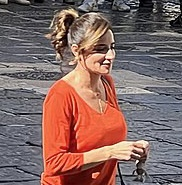

루이자 라니에리(Luisa Ranieri, 1973년 12월 16일 ~ )는 이탈리아의 배우, TV 사회자이다.
나폴리에서 태어났다.

## 영화
- 더 뮤직 오브 사일런스 (2017년)
- 포에버 영 (2016년)
- 패스튼 유어 시트벨츠 (2014년)
- 이마투리 - 일 비아조 (2012년)
- 르 마르퀴스 (2011년)
- 비엥브뉘 아 보드 (2011년)
- 이마투리 (2011년)
- 다크 러브 (2010년)
- 레터스 투 줄리엣 (2010년) - 이사벨라 역
- 마르게리타 바의 친구들 (2009년)
- 콧수염 (2006년)
- 칼라스와 오나시스 (2005년)
- 에로스 (2004년)
- 프린스 앤 더 파이렛 (2001년)